# Ingeniería en alimentos

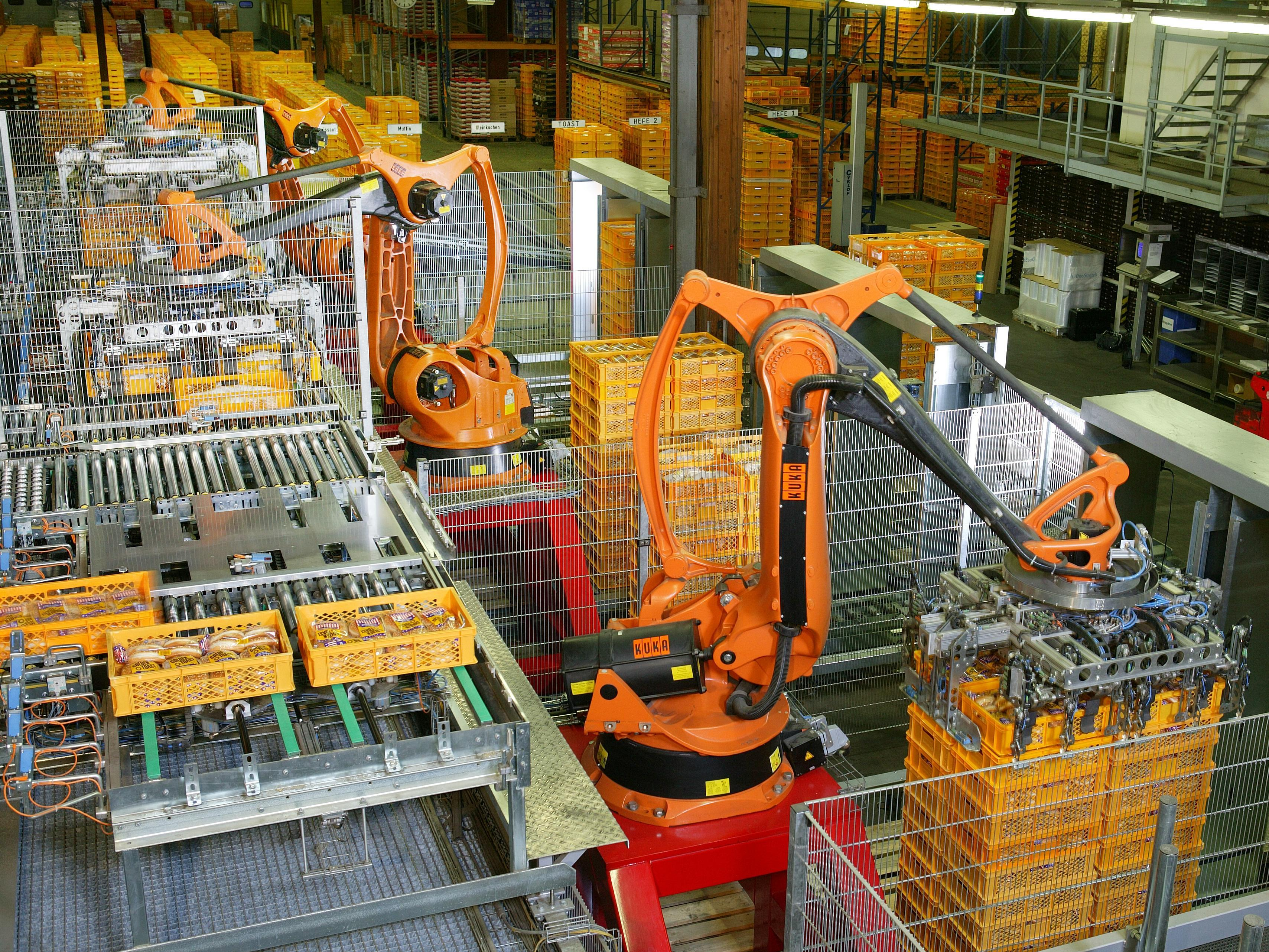
Fábrica panificadora en Alemania

La ingeniería en alimentos es un campo multidisciplinario que combina microbiología, química, física aplicada e ingeniería. La ingeniería de alimentos incluye, entre otros, la aplicación de principios de ingeniería química, ingeniería agrícola e ingeniería mecánica a los materiales alimenticios. Los ingenieros de alimentos proporcionan la transferencia de conocimiento tecnológico esencial para la producción y comercialización rentable de productos y servicios alimentarios. La física, la química, la biología y las matemáticas son fundamentales para comprender y diseñar productos y operaciones en la industria alimentaria.
La ingeniería de alimentos abarca una amplia gama de actividades. Los ingenieros de alimentos se emplean en el procesamiento de alimentos, maquinaria de alimentos, envasado, fabricación de ingredientes, instrumentación y control. Las empresas que diseñan y construyen plantas de procesamiento de alimentos, empresas de consultoría, agencias gubernamentales, las compañías farmacéuticas y empresas de servicios de salud también emplean ingenieros de alimentos. Las actividades de ingeniería de alimentos incluyen:
- Productos alimenticios / productos farmacéuticos
- Diseño e instalación de procesos de producción de alimentos / biológicos / farmacéuticos
- Diseño y operación de sistemas de tratamiento de desechos ambientalmente responsables
- Marketing y soporte técnico para plantas de fabricación.

El ingeniero en alimentos tiene como trabajo el solucionar los problemas que se presentan en todo el proceso de creación de los alimentos teniendo como objetivo el reducir el impacto al medio ambiente, los desperdicios y costos de producción, otorgando productos de calidad y valor nutricional satisfaciendo las demandas de los consumidores, desarrollando y mejorando las tecnologías aplicadas en el proceso de producción.

## Historia
Aunque la ingeniería de alimentos es un campo de estudio relativamente reciente y en evolución, se basa en conceptos y actividades establecidos desde hace mucho tiempo. El enfoque tradicional de la ingeniería de alimentos era la conservación, que implicaba estabilizar y esterilizar los alimentos, prevenir su deterioro y conservar los nutrientes de los alimentos durante períodos prolongados. Las actividades tradicionales más específicas incluyen la deshidratación y concentración de alimentos, el envasado protector, el enlatado y la liofilización. El desarrollo de las tecnologías alimentarias se vio muy influido e impulsado por las guerras y los viajes largos, incluidas las misiones espaciales, en los que los alimentos duraderos y nutritivos eran esenciales para la supervivencia. Otras actividades antiguas incluyen procesos de molienda, almacenamiento y fermentación. Aunque varias actividades tradicionales siguen siendo motivo de preocupación y forman la base de las tecnologías e innovaciones actuales, el enfoque de la ingeniería alimentaria se ha desplazado recientemente hacia la calidad, la seguridad, el sabor, la salud y la sostenibilidad de los alimentos.

## Tecnologías emergentes
Las siguientes tecnologías, que continúan evolucionando, han contribuido a la innovación y el avance de las prácticas de ingeniería de alimentos:

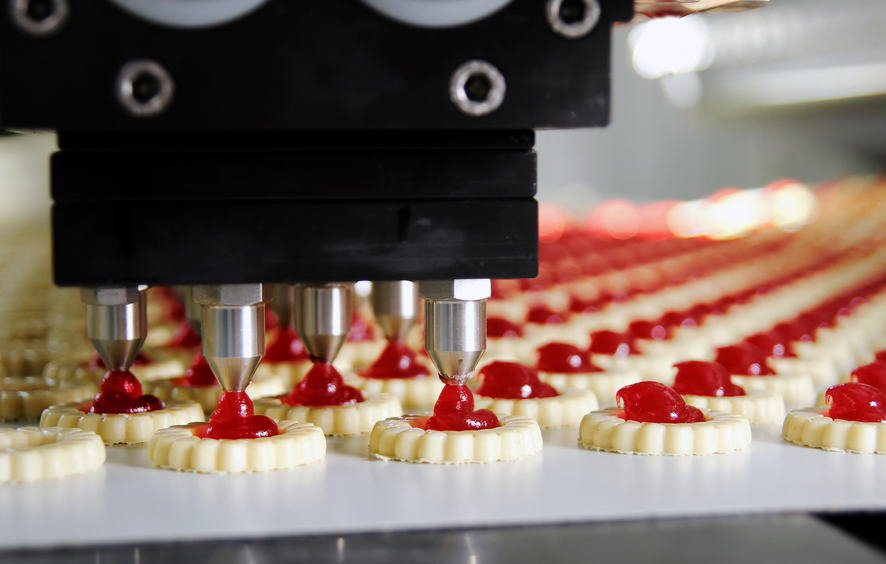
Producción de galletas con automatización

### Impresión tridimensional de alimentos
La impresión tridimensional (3D), también conocida como fabricación aditiva, es el proceso de utilizar archivos digitales para crear objetos tridimensionales. En la industria alimentaria, la impresión 3D de alimentos se utiliza para el procesamiento de capas de alimentos mediante equipos informáticos. El proceso de impresión 3D es lento, pero va mejorando con el tiempo con el objetivo de reducir costos y tiempos de procesamiento. Algunos de los alimentos exitosos que se han impreso mediante tecnología 3D son: chocolate, queso, pastel de merengue, pavo, pizza, apio, entre otros. Esta tecnología mejora continuamente y tiene el potencial de proporcionar alimentos rentables y energéticamente eficientes que cumplan con la estabilidad nutricional, la seguridad y la variedad.

### Biosensores
Los biosensores se pueden utilizar para el control de calidad en laboratorios y en diferentes etapas del procesamiento de alimentos. La tecnología de biosensores es una de las formas en que los agricultores y los procesadores de alimentos se han adaptado al aumento mundial de la demanda de alimentos, al tiempo que mantienen alta la producción y la calidad de los alimentos. Además, dado que millones de personas se ven afectadas por enfermedades transmitidas por los alimentos causadas por bacterias y virus, los biosensores se están convirtiendo en una herramienta importante para garantizar la seguridad de los alimentos. Ayudan a rastrear y analizar la calidad de los alimentos durante varias partes de la cadena de suministro: en el procesamiento, envío y comercialización de alimentos. Los biosensores también pueden ayudar con la detección de organismos genéticamente modificados (OGM), para ayudar a regular los productos OGM. Con el avance de las tecnologías, como la nanotecnología, la calidad y los usos de los biosensores mejoran constantemente.

### Pasteurización de leche por microondas
Cuando se controlan las condiciones de almacenamiento de la leche, la leche tiende a tener muy buen sabor. Sin embargo, el sabor oxidado es un problema que afecta negativamente el sabor y la seguridad de la leche. Para prevenir el crecimiento de bacterias patógenas y prolongar la vida útil de la leche, se desarrollaron procesos de pasteurización. La leche en microondas se ha estudiado y desarrollado para evitar la oxidación en comparación con los métodos tradicionales de leche pasteurizada, y se ha llegado a la conclusión de que la leche tiene una mejor calidad cuando tiene pasteurización de leche en microondas.

## Campos
En el desarrollo de la ingeniería de alimentos, uno de los muchos desafíos es emplear herramientas modernas, tecnología y conocimiento, como ciencia de materiales computacionales y nanotecnología, para desarrollar nuevos productos y procesos. Simultáneamente, mejorar la calidad y la seguridad siguen siendo cuestiones críticas en el estudio de ingeniería de alimentos. Se están desarrollando nuevos materiales y técnicas de envasado para proporcionar más protección a los alimentos, y está surgiendo nueva tecnología de preservación. Además, el control de procesos y la automatización aparecen regularmente entre las principales prioridades identificadas en la ingeniería de alimentos. Los sistemas avanzados de monitoreo y control están desarrollados para facilitar la automatización y la fabricación flexible de alimentos. Además, el ahorro de energía y la minimización de los problemas ambientales continúan siendo importantes problemas de ingeniería de alimentos, se están logrando avances significativos en la gestión de desechos, la utilización eficiente de energía y la reducción de efluentes y emisiones en la producción de alimentos.
Los temas típicos en ingeniería de alimentos incluyen:
- Avances en operaciones unitarias clásicas en ingeniería aplicada a la fabricación de alimentos
- Avances en el transporte y almacenamiento de alimentos líquidos y sólidos
- Desarrollo en tratamientos térmicos de alimentos
- Transferencia de masa avanzada en alimentos
- Nuevos aspectos químicos y bioquímicos de la ingeniería de alimentos y el uso del análisis cinético
- Nuevas técnicas en deshidratación, procesamiento térmico, procesamiento no térmico, extrusión, concentración de alimentos líquidos, procesos de membrana y aplicaciones de membranas en el procesamiento de alimentos
- Periodo de validez (Vida útil), indicadores electrónicos en la gestión de inventario y tecnologías sostenibles en el procesamiento de alimentos
- Tecnologías modernas de envasado, limpieza y saneamiento.
- Desarrollo de sistemas de sensores para la calidad[6][7] y evaluación de seguridad alimentaria[8][9][10]

## Objetivos
- Controlar las operaciones de los procesos industriales de fabricación, transformación o acondicionamiento de materias primas
- Diseñar y controlar sistemas de procesamiento con los menores impactos negativos sobre el medio ambiente
- Utilizar las ciencias de los alimentos para desarrollar, mejorar u ofrecer nuevos productos
- Diseñar sistemas de calidad que contribuyan a asegurar el valor nutritivo, la inocuidad de los alimentos
- Proyectar, planificar, calcular y controlar las instalaciones, maquinarias e instrumentos de establecimientos industriales
- Asegurar al consumidor la inocuidad de cada uno de los productos alimenticios
- Seguridad alimentaria

## Alcances
1. Productos industriales en los que se involucre la producción, transformación, fraccionamiento y envasado de productos alimenticios y/o biológicos.
2. Controlar todas las operaciones intervinientes en los procesos industriales de producción, transformación, fraccionamiento y envasado de productos alimenticios.
3. Diseñar, implementar y controlar sistemas de procesamiento industrial de alimentos y/o biológicos
4. Desarrollar técnicas de producción, transformación, fraccionamiento y envasado de alimentos, destinadas al mejor aprovechamiento de los recursos naturales y materias primas.
5. Supervisar las operaciones correspondientes al control de calidad de las materias primas a procesar, los productos en elaboración y los productos elaborados, en la industria alimentaria.
6. Establecer las normas operativas correspondientes a las diferentes etapas del proceso de producción, conservación, almacenamiento y comercialización de los productos alimenticios.
7. Realizar estudios de factibilidad referidos a sistemas de procesamiento, instalaciones, maquinarias y equipamiento destinados a la industria alimentaria.
8. Participar en la realización de estudios de factibilidad destinados a la radicación de establecimientos industriales del área alimentaria.
9. Realizar peritajes y arbitrajes para efectuar determinaciones acerca de los procesos de producción, transformación, fraccionamiento y envasado, utilizados en la industria alimentaria, así como de las instalaciones, maquinarias y equipamiento correspondientes a dicha industria.
10. Proyectar, implementar y controlar las condiciones de higiene y seguridad de los procesos e instalaciones industriales del área alimentaria.

### Refrigeración y congelación
El objetivo principal de la refrigeración y/o la congelación de productos alimentarios es preservar la calidad y la seguridad de los materiales alimentarios. La refrigeración y la congelación ayudan a preservar los productos alimenticios perecederos, así como algunos factores de calidad de los alimentos, como el aspecto, la textura, el sabor, el aroma y el valor nutricional. La congelación de los alimentos inhibe el crecimiento de bacterias que podrían perjudicar a los consumidores.

### Evaporación
La evaporación se utiliza para preconcentrar, aumentar los sólidos, cambiar el color y reducir el contenido de agua de los alimentos y los productos líquidos.

### Energía para el procesado de alimentos
La eficiencia energética y el aprovechamiento del calor residual son necesarios para que la industria alimentaria sea más sostenible. La sustitución de los procesos de cocción tradicionales, que consumen mucha energía, por nuevas tecnologías como los ciclos termodinámicos y los procesos de calentamiento no térmicos ofrece otro potencial para reducir el consumo de energía, disminuir los costes de producción y aumentar la sostenibilidad de la producción de alimentos.

## Campo Laboral
- Docencia y capacitación
- Industrias alimentarias y/o biológicas
- Investigación y desarrollo
- Área de marketing y ventas
- Diseño y creación
- Organismos gubernamentales de regulación
- Casinos de alimentación
- Empresas de envases
- Línea de producción
- Fabricación y distribución de materias primas y/o ingredientes

## Desafíos

### Sostenibilidad
La ingeniería de alimentos tiene impactos negativos en el medio ambiente, como la emisión de grandes cantidades de desechos y la contaminación del agua y el aire, que los ingenieros de alimentos deben abordar en el desarrollo futuro de las operaciones de producción y procesamiento de alimentos. Los científicos e ingenieros están experimentando de diferentes maneras para crear procesos mejorados que reduzcan la contaminación, pero estos deben seguir mejorándose para lograr una cadena de suministro de alimentos sostenible. Los ingenieros de alimentos deben reevaluar las prácticas y tecnologías actuales para enfocarse en aumentar la productividad y la eficiencia mientras reducen el consumo de agua y energía, y disminuyen la cantidad de desechos producidos.

### Crecimiento de la población
Aunque el suministro de alimentos se expande cada año, también ha habido un aumento en el número de personas hambrientas. Se espera que la población mundial alcance los 9-10 mil millones de personas para 2050 y el problema de la desnutrición sigue siendo una prioridad. Para lograr la seguridad alimentaria, se requiere que los ingenieros de alimentos aborden la tierra y la escasez de agua para proporcionar suficiente crecimiento y alimentos para las personas desnutridas. Además, la producción de alimentos depende del suministro de tierra y agua, que se encuentran bajo presión a medida que aumenta el tamaño de la población. Hay una presión creciente sobre los recursos de la tierra impulsada por la expansión de la población, lo que lleva a la expansión de las tierras de cultivo; esto generalmente implica la destrucción de bosques y la explotación de tierras cultivables. Los ingenieros de alimentos enfrentan el desafío de encontrar formas sostenibles de producir para adaptarse a la creciente población.

### Salud humana
Los ingenieros de alimentos deben adaptar las tecnologías y operaciones alimentarias a la tendencia reciente del consumidor hacia el consumo de alimentos saludables y nutritivos. Para suministrar alimentos con estas cualidades, y en beneficio de la salud humana, los ingenieros de alimentos deben trabajar en colaboración con profesionales de otros dominios como la medicina, la bioquímica, la química y el consumismo. Se deben desarrollar nuevas tecnologías y prácticas para aumentar la producción de alimentos que tengan un impacto positivo en la salud humana.